# Utleria salicifolia
Utleria salicifolia är en oleanderväxtart som beskrevs av Richard Henry Beddome och Joseph Dalton Hooker. Utleria salicifolia ingår i släktet Utleria och familjen oleanderväxter. Inga underarter finns listade i Catalogue of Life.